# Pro Bowl 1982
Match précédent Match suivant
Le AFC-NFC Pro Bowl 1982 est le Match des étoiles de football américain de la National Football League pour la saison 1981. Il se joue au Aloha Stadium d'Honolulu le 31 janvier 1982 entre les meilleurs joueurs des deux conférences de la NFL, la National Football Conference et l'American Football Conference. La rencontre est remportée sur le score de 16 à 13 par l'équipe représentant l'American Football Conference.